# Liste der Naturschutzgebiete in der Stadt Aschaffenburg
In der Stadt Aschaffenburg gibt es zwei Naturschutzgebiete. Zusammen nehmen sie eine Fläche von 300 Hektar ein. Das größte Naturschutzgebiet ist das Naturschutzgebiet Ehemaliger Standortübungsplatz Aschaffenburg und Altenbachgrund.
| Name                                                            | Bild | Kennung                      | Kreis                                  | Einzelheiten                                            | Position | Fläche Hektar | Datum |
| --------------------------------------------------------------- | ---- | ---------------------------- | -------------------------------------- | ------------------------------------------------------- | -------- | ------------- | ----- |
| Ehemaliger Standortübungsplatz Aschaffenburg und Altenbachgrund |      | NSG-00748.01 WDPA: 555546333 | Aschaffenburg, Landkreis Miltenberg    | Aschaffenburg: 288,58 ha Landkreis Miltenberg: 4,89 ha  | ⊙        | 293,47        | 2010  |
| Dörngraben bei Haibach                                          |      | NSG-00339.01 WDPA: 162787    | Landkreis Aschaffenburg, Aschaffenburg | Landkreis Aschaffenburg: 3,76 ha Aschaffenburg: 2,63 ha | ⊙        | 6,39          | 1986  |
| Legende für Naturschutzgebiet                                   |      |                              |                                        |                                                         |          |               |       |